# Los cotizados
Los cotizados es el nombre del tercer álbum de estudio del dúo Baby Rasta & Gringo. Fue lanzado el 21 de agosto de 2015 bajo Ganda Entertainment, Inc. Alcanzó la posición #1 en el Chart Latin Rhythm y en la posición #2 en el Chart General Latino, obteniendo una nominación a los Premios Latin Billboard.
Cuenta con los exitosos sencillos «Me niegas», «Amor prohibido» y «Un beso», además de ser el primer álbum de estudio luego de más de 10 años. También contó con las colaboraciones de Nicky Jam, Farruko, Tito El Bambino, entre otros.

## Lista de canciones
- Adaptados desde TIDAL.[4]

| N.º   | Título                                      | Duración |  |
| 1.    | «Corazón gigante»                           | 4:09     |  |
| 2.    | «Un beso»                                   | 3:21     |  |
| 3.    | «Anda lucía» (con Farruko)                  | 4:07     |  |
| 4.    | «Tú me enloqueces» (con Wisin)              | 4:04     |  |
| 5.    | «Si se nos da»                              | 2:55     |  |
| 6.    | «Qué será» (con Alexis & Fido)              | 3:35     |  |
| 7.    | «No me dejes con esa»                       | 3:49     |  |
| 8.    | «Ven a mí» (con Nicky Jam)                  | 3:11     |  |
| 9.    | «Amor prohibido»                            | 3:32     |  |
| 10.   | «Quiero probar» (con Tito El Bambino)       | 3:17     |  |
| 11.   | «Célula»                                    | 4:00     |  |
| 12.   | «Nunca me dejé»                             | 3:02     |  |
| 13.   | «Te deseo lo mejor» (Baby Rasta con Divino) | 3:41     |  |
| 14.   | «Me niegas»                                 | 3:21     |  |
| 50:04 |                                             |          |  |

## Posicionamiento en listas
| Listas (2015)                        | Mejor posición |
| ------------------------------------ | -------------- |
| Estados Unidos (Latin Rhythm Albums) | 1              |